# Rio Claro
Rio Claro är en stad och kommun i Brasilien och ligger i delstaten São Paulo. Kommunens folkmängd uppgick år 2014 till cirka 198 000 invånare.

## Administrativ indelning
Kommunen var år 2010 indelad i tre distrikt:
- Ajapi
- Assistência
- Rio Claro